# Únos představitelů OPEC
Dne 21. prosince 1975 skupina šesti teroristů přepadla schůzi představitelů OPEC ve Vídni. Arabští a němečtí ozbrojení násilníci, označující sami sebe za „Ruku arabské revoluce“, přepadli sídlo OPECu a drželi 60 rukojmích včetně nejvyšších představitelů zemí vyvážejících ropu. Během přepadení vedeného Carlosem Šakalem (Iljič Ramirez Sánchez) byli zabiti tři lidé – rakouský policista, zaměstnanec bezpečnostní služby irácké vlády a člen libyjské delegace Jusuf al-Azmarly – a mnozí byli zraněni, včetně Hanse-Joachima Kleina, jednoho z teroristů.